# Варакапола (підрозділ окружного секретаріату)
Підрозділ окружного секретаріату Варакапола — підрозділ окружного секретаріату округу Кегалле, провінції Сабарагамува, Шрі-Ланка. Складається з 78 Грама Ніладхарі.